# Teddy Baubigny
Pour les articles homonymes, voir Baubigny.
Pas d'image ? Cliquez ici

a Compétitions nationales et continentales officielles uniquement.

b Matchs officiels uniquement.
Dernière mise à jour le 15 juillet 2024.
Teddy Baubigny, né le 2 septembre 1998 à Meaux (Seine-et-Marne), est un joueur international français de rugby à XV évoluant au poste de talonneur au RC Toulon depuis 2022.
Formé au Racing 92, avec qui il fait ses débuts professionnels en 2016, il atteint la finale de la Coupe d'Europe en 2020 que son club formateur perd. Avec le RC Toulon, il remporte le premier titre de sa carrière lorsqu'il gagne le Challenge européen en 2023.

## Biographie

### Jeunesse et formation
Né à Meaux, Teddy Baubigny commence le rugby  à 13 ans, dans le club de sa ville natale, avant de rejoindre le Racing 92 en 2013. Ayant découvert le rugby sur le tard après une pratique assidue du foot et surtout du golf, il choisit finalement de se dédier au ballon ovale notamment sous les conseils de son parrain Patrick Serrière. À XV, il joue d'abord au poste trois-quarts centre, troisième ligne puis pilier gauche avant de trouver sa vocation au talonnage. C'est à ce poste qu'il va peu à peu s'imposer, malgré la forte concurrence dans le club francilien avec la présence des internationaux Dimitri Szarzewski et Camille Chat.

### Carrière professionnelle
Auteur de performances très régulières en club, il est convoqué en équipe de France le 27 janvier 2020 pour le Tournoi des Six Nations en remplacement de son coéquipier Camille Chat. Il est également appelé lors de l'Autumn Nation Cup, alors que les joueurs étaient limité à trois feuilles de match pour la série de test de l'automne 2020. Il obtient sa première sélection en étant remplaçant lors du match face à l'Italie de la Coupe d'Automne. Durant la saison 2020-2021, il multipliera les feuilles de match et les bonnes performances, marquant 8 essais en 20 matchs en championnat.
Après six saisons jouées au Racing, Teddy Baubigny quitte son club formateur et rejoint le RC Toulon à partir de la saison 2022-2023,. Il est alors en concurrence à son poste avec les internationaux français Christopher Tolofua et Anthony Étrillard. En janvier 2023, il est de retour en équipe de France, appelé par Fabien Galthié pour participer au Tournoi des Six Nations 2023, profitant des absences à son poste de Peato Mauvaka et Pierre Bourgarit,,. Il ne joue cependant aucun match à cette occasion. Puis, Toulon atteint la finale de la Challenge Cup où son équipe affronte les Glasgow Warriors. Pour cette rencontre, il est titulaire en première ligne aux côtés de Dany Priso et Beka Gigashvili et son équipe l'emporte sur le score de 43 à 19,. Teddy Baubigny remporte ainsi le premier titre de sa carrière professionnelle.
À l'issue de la saison 2023-2024, au mois de juin, il est sélectionné en équipe de France dans une liste de trente-deux joueurs pour préparer la tournée d'été en Argentine. Cette liste est marquée par l'absence des cadres habituels et la présence de nombreux joueurs sans sélections. Il est ensuite retenu dans la liste définitive la semaine d'après. Le 10 juillet 2024, il joue sous le maillot national face à l'Uruguay, dans une rencontre non capée disputée par l'équipe de France développement.

## Statistiques

### En club
| Saison          | Saison          | Championnat | Championnat | Championnat | Compétitions de l'EPCR       | Compétitions de l'EPCR | Compétitions de l'EPCR | Total année | Total année |
| Saison          | Saison          | Compétition | M           | Ess.        | Compétition                  | M                      | Ess.                   | M           | Ess.        |
| --------------- | --------------- | ----------- | ----------- | ----------- | ---------------------------- | ---------------------- | ---------------------- | ----------- | ----------- |
| 2016-2017       | Racing 92       | Top 14      | 2           | -           | Coupe d'Europe               | -                      | -                      | 2           | -           |
| 2017-2018       | Racing 92       | Top 14      | 5           | -           | Coupe d'Europe               | -                      | -                      | 5           | -           |
| 2018-2019       | Racing 92       | Top 14      | 16          | -           | Coupe d'Europe               | 4                      | -                      | 20          | -           |
| 2019-2020       | Racing 92       | Top 14      | 15          | 2           | Coupe d'Europe               | 9                      | 1                      | 24          | 3           |
| 2020-2021       | Racing 92       | Top 14      | 22          | 8           | Coupe d'Europe               | 3                      | 1                      | 25          | 9           |
| 2021-2022       | Racing 92       | Top 14      | 17          | 1           | Coupe d'Europe               | 2                      | -                      | 19          | 1           |
| Total Racing 92 | Total Racing 92 | Top 14      | 77          | 11          | Coupe d'Europe/Champions Cup | 18                     | 2                      | 95          | 13          |

### Internationales
Au 15 juillet 2024, Teddy Baubigny compte trois sélections. Il connait sa première sélection avec l'équipe de France le 28 novembre 2020 à l'occasion d'un match contre l'Italie dans le cadre de la Coupe d'automne des nations.
| Année | Compétition                 | Matchs | Points | Essais |
| ----- | --------------------------- | ------ | ------ | ------ |
| 2020  | Coupe d'automne des nations | 1      | 0      | 0      |
| 2024  | Tournée d'été               | 2      | 0      | 0      |
| Total | Total                       | 2      | 0      | 0      |

## Palmarès
- Racing 92
  - Finaliste de la Coupe d'Europe en 2020
- RC Toulon
  - Vainqueur de la Challenge Cup en 2023